# Partido Obrero Campesino
El Partido Obrero Campesino fue un partido político local de Costa Rica, basado en la provincia de Cartago, de ideología maoísta e inspirado en el hoxhaísmo albanés.
Fue inscrito en 1977 para participar en las elecciones municipales de 1978, siendo electo al dirigente estudiantil y líder del partido Juan Diego Castro como regidor del cantón de Paraíso. En las elecciones municipales de 1982 participó con candidatos en los cantones de Cartago, Paraíso y Oreamuno, obtuviendo lugares solo en Paraíso, marcando la última participación en cargos de elección popular del bloque.